# Football Club Neapolis Sangiuseppese 2007-2008
Questa pagina raccoglie le informazioni riguardanti il Football Club Neapolis Sangiuseppese nelle competizioni ufficiali della stagione 2007-2008.

## Rosa
| N. |                    | Ruolo | Calciatore            |
| -- | ------------------ | ----- | --------------------- |
|    | Italia (bandiera)  | C     | Mario Ausoni          |
|    | Italia (bandiera)  | D     | Gaetano Avolio        |
|    | Italia (bandiera)  | D     | Alessandro Cagnale    |
|    | Italia (bandiera)  | D     | Arturo Carbonaro      |
|    | Italia (bandiera)  | C     | Osvaldo Casapulla     |
|    | Italia (bandiera)  | C     | Antonio Cerrato       |
|    | Italia (bandiera)  | D     | Roberto Civita        |
|    | Italia (bandiera)  | A     | Gerlando Contino      |
|    | Italia (bandiera)  | P     | Luciano Corona        |
|    | Italia (bandiera)  | A     | Raffaele Corsale      |
|    | Italia (bandiera)  | A     | Pietro Crisantemo     |
|    | Italia (bandiera)  | A     | Ciro De Cesare        |
|    | Italia (bandiera)  | C     | Ciro De Luca          |
|    | Marocco (bandiera) | A     | Lamine Mohamed Diallo |
|    | Francia (bandiera) | A     | Aboubaka Fofana       |

| N. |                      | Ruolo | Calciatore           |
| -- | -------------------- | ----- | -------------------- |
|    | Argentina (bandiera) | C     | Sebastian Gasparini  |
|    | Italia (bandiera)    | C     | Pasquale Izzo        |
|    | Italia (bandiera)    | C     | Antonio Marasco      |
|    | Italia (bandiera)    | C     | Rosario Maruggi      |
|    | Italia (bandiera)    | D     | Davide Migliozzi     |
|    | Italia (bandiera)    | C     | Raffaele Moxedano    |
|    | Italia (bandiera)    | D     | Vincenzo Noviello    |
|    | Italia (bandiera)    | A     | Massimo Perna        |
|    | Italia (bandiera)    | A     | Gaetano Pignalosia   |
|    | Italia (bandiera)    | C     | Vincenzo Platone     |
|    | Italia (bandiera)    | P     | Angelo Rastiello     |
|    | Italia (bandiera)    | D     | Claudio Risi         |
|    | Italia (bandiera)    | P     | Silvano Romagnini    |
|    | Italia (bandiera)    | D     | Gennaro Scognamiglio |
|    | Italia (bandiera)    | A     | Vincenzo Varriale    |